# 室女座QS
室女座QS（英語：QS Virginis，縮寫QS Vir）是一個距離地球157光年的食聯星系統，並且是激變變星。該聯星系統包含一個白矮星和一個紅矮星，以3.37小時軌道週期互繞。

## 可能的第三個天體
2009年宣布以凌日法量測該聯星系統兩顆恆星的凌日時間變化發現一個環繞室女座QS聯星系統的太陽系外行星。該行星的質量是木星的6.4倍，並以距離聯星系4.2天文單位的橢圓軌道公轉。
之後的觀測發現凌日的時間變化並不符合預測的行星模式。雖然觀測到的凌日時間變化可能是由第三個天體引起，最符合的軌道模型是一個最小質量0.05倍太陽質量的天體（約木星質量的50倍）在高離心率的週期14年軌道上運行。